# 하이포아염소산염
하이포아염소산염(Hypochlorite) 또는 차아염소산염은 화학에서 화학식 ClO−를 갖는 음이온이다. 다수의 양이온과 결합하여 차아염소산염을 형성한다. 일반적인 예로는 하이포아염소산 나트륨(가정용 표백제)과 하이포아염소산 칼슘(표백제 성분, 수영장 "염소")이 있다. ClO−의 Cl-O 거리는 1.69Å이다.
이 이름은 차아염소산의 에스테르, 즉 분자의 나머지 부분에 공유 결합된 ClO- 그룹이 있는 유기 화합물을 나타낼 수도 있다. 대표적인 예는 유용한 염소화제인 테르트부틸 차아염소산염(tert-butyl hypochlorite)이다.
대부분의 차아염소산염은 수용액으로 취급된다. 주요 용도는 표백제, 소독제, 수처리제이다. 또한 염소화 및 산화 반응을 위한 화학에도 사용된다.